# Dragonja
Die Dragonja (italienisch Dragogna) ist ein Fluss in Istrien, der in das Adriatische Meer mündet.
Der Fluss zählt zu den größeren Fließgewässern der Halbinsel Istrien. Er bildet streckenweise die Grenze zwischen Kroatien und Slowenien. Auf den letzten Kilometern ist der Grenzverlauf aber umstritten, da Slowenien auch Gebiete südlich des Flusses beansprucht.
Der Fluss war im Altertum unter den Namen Argaonte und Argaone bekannt.

## Verlauf

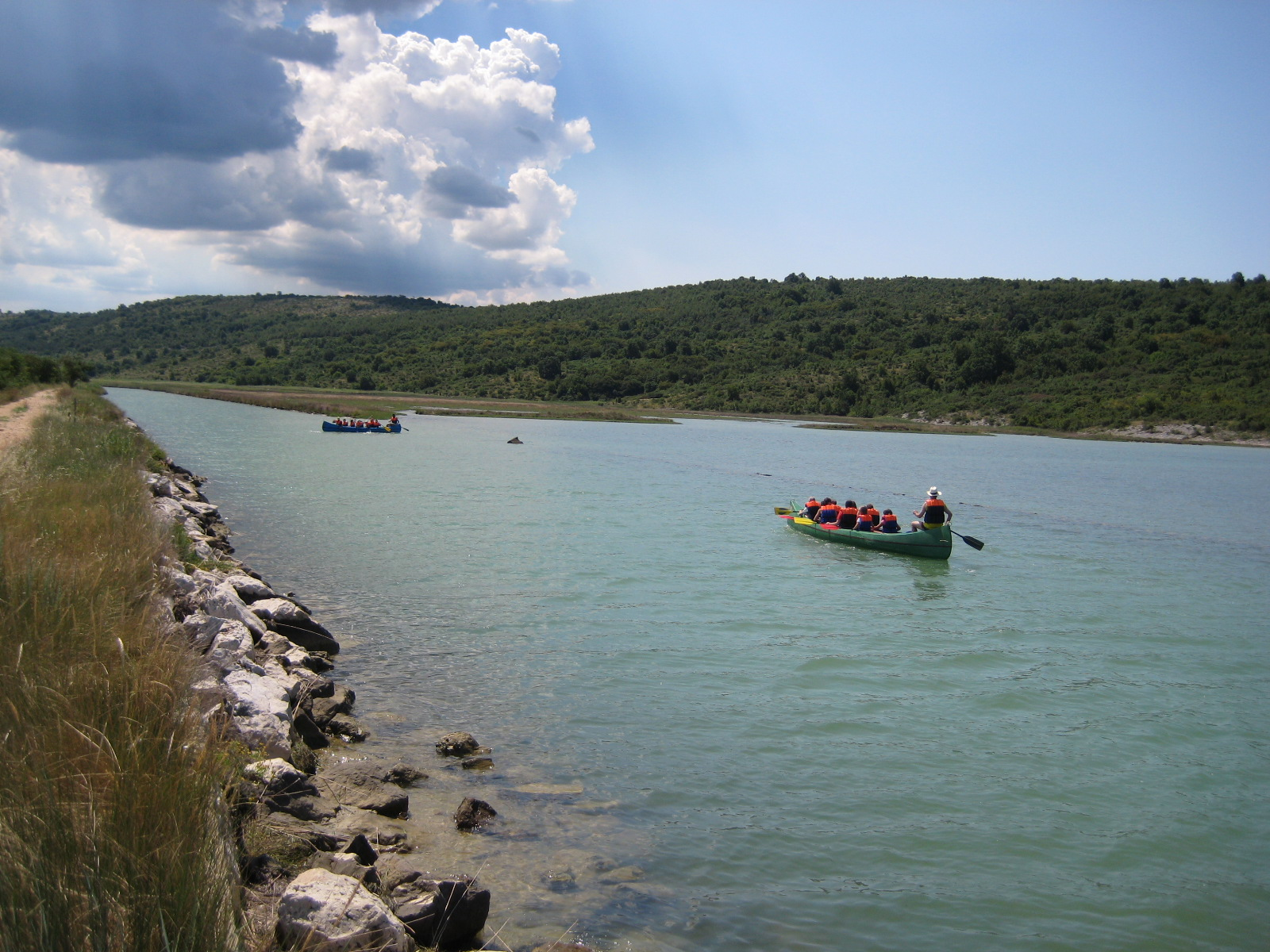
Die Dragonja im Bereich der Mündung

Die Dragonja fließt in der statistischen Region Obalno-kraška in Slowenien beziehungsweise der Gespanschaft Istrien in Kroatien. Der 28 Kilometer lange Fluss entsteht durch den Zusammenfluss der von Süden herkommenden Velika Dragonja (it. Dragogna Grande, Quelle) und des von Norden herkommenden Pinjevec (it. Dragogna Piccolo, Pignovazzo oder Torrente dei Pini) im Süden Sloweniens. Sie mündet südlich des Piraner Ortsteiles Portorož in den Golf von Triest. In den niederschlagsarmen Sommermonaten kann es vorkommen, dass der Fluss kein Wasser führt.

## Wirtschaft und Umwelt

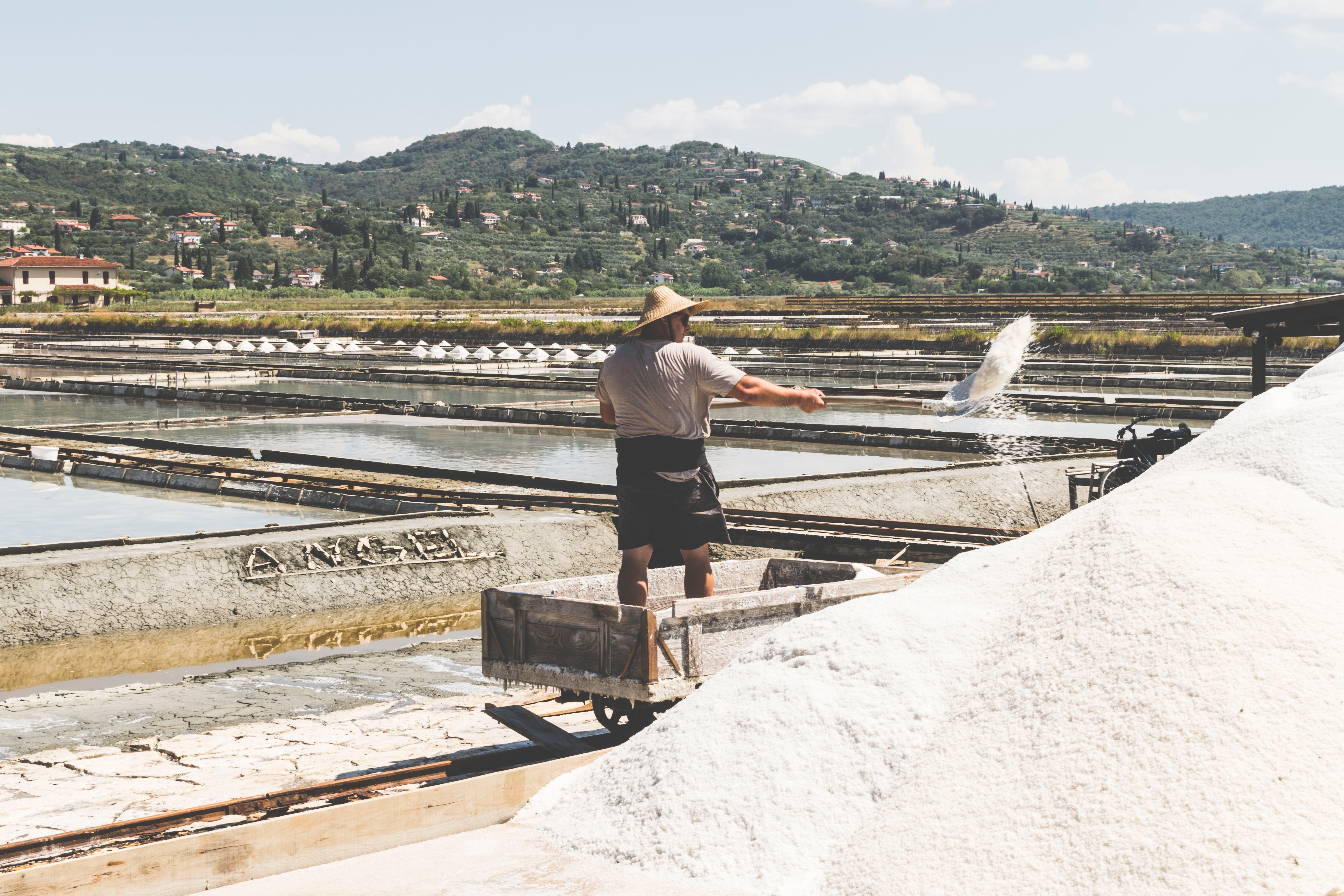
Salzgewinnung in der Saline von Sečovlje

Im Mündungsbereich der Dragonja werden großflächige Salinen betrieben, die unter ihrem früheren Namen „Salinen von Piran“ und heute als Salinen von Sečovlje bekannt sind. Die erste Erwähnung der Salinen ist für das Jahr 804 nachgewiesen. Es waren Klöster, die hier die Salzgewinnung betrieben. Die Salzgewinnung findet in reduziertem Umfang weiterhin in Handarbeit statt. Ein Teilbereich dieses Gebietes bildet seit 2010 der Sečovlje-Salinen-Naturpark.